# Saison 2 de Doctor Who, troisième série
Cet article concerne la troisième série. Pour les autres séries, voir Saison 2 de Doctor Who, première série et Saison 2 de Doctor Who, deuxième série.
Chronologie
Saison 1 Saison 3
Cet article présente les épisodes de la deuxième saison de la troisième série télévisée britannique Doctor Who. Elle est la deuxième et dernière saison du Quinzième Docteur, interprétée par l'acteur écossais Ncuti Gatwa. La saison verra également l'arrivée d'une nouvelle compagne, nommée Belinda Chandra, interprétée par Varada Sethu.
Le tournage de la saison a débuté fin octobre 2023 et s'est terminé en mai 2024. Hormis le spécial Noël sorti le 25 décembre 2024, la diffusion s'est déroulée du 12 avril 2025 au 31 mai 2025. Comme la saison précédente, elle est composée de 9 épisodes au total.
Cette saison est dirigée par Russell T Davies en tant que showrunner et producteur exécutif après son retour annoncé en septembre 2021. Elle est la deuxième saison à être diffusée au cours de l'ère du Whoniverse, la quinzième depuis le reboot de 2005 et est la quarante-et-unième saison au total.

## Synopsis
Le Docteur rencontre Belinda Chandra et commence une quête épique pour la ramener sur Terre. Mais, une mystérieuse force stoppe leur retour et tous deux doivent faire face à de grands dangers, des ennemis plus forts et des terreurs plus massives que jamais.

## Distribution

### Acteurs principaux
- Ncuti Gatwa (VFB : Maxime Van Santfoort) : Quinzième Docteur
- Varada Sethu[6] (VFB : Fanny Dreiss) : Belinda Chandra[7],[8]

### Acteurs récurrents
- Anita Dobson (VFB : Myriam Thyrion) : Mrs Flood (Épisodes 1 à 8)
- Millie Gibson (VFB : Marie Braam) : Ruby Sunday (Spécial Noël, Épisode 4, Épisodes 7 et 8)
- Jonah Hauer-King[9] (VFB : Maxime Donnay) : Conrad Clark[10] (Épisode 4, Épisodes 7 et 8)
- Jemma Redgrave (VFB : Stéphane Excoffier) : Kate Lethbridge Stewart[11] (Épisode 4, Épisodes 7 et 8)
- Ruth Madeley (VFB : Maya Boelpaepe) : Shirley Anne Bingham[11] (Épisode 4, Épisodes 7 et 8)
- Alexander Devrient (VFB : David Macaluso) : Colonel Christofer Ibrahim (Épisode 4, Épisodes 7 et 8)
- Michelle Greenidge (VFB : Bernadette Mouzon) : Carla Sunday (Épisode 4, Épisodes 7 et 8)
- Angela Wynter (VFB : Francine Laffineuse) : Cherry Sunday (Épisode 4, Épisodes 7 et 8)
- Sienna-Robyn Mavanga-Phipps (VFB : Suzanne Elbaz) : Poppy (Épisode 5, Épisodes 7 et 8)
- Steph de Whalley (VFB : Julia Kaye) : Anita Benn (Spécial Noël et Épisode 8)
- Archie Panjabi (VFB : Karin Leclercq) : La Rani (Épisodes 6 à 8)
- Aidan Cook (corps) / Nicholas Briggs (voix) (VFB : Eddy Mathieu) : Le Vlinx (Épisode 4 et Épisode 8)
- Carole Ann Ford (VFB : Nicole Shirer) : Susan Foreman (Épisodes 6 et 7)
- Bonnie Langford (VFB : Léonce Wapelhorst) : Mel Bush[11] (Épisodes 7 et 8)
- Susan Twist (VFB : Rosalia Cuevas) : Susan Triad (Épisodes 7 et 8)
- Jo Martin (VFB : France Bastoen) : Docteur Fugitive (Épisode 5)
- Jonathan Groff (VFB : Quentin Minon) : Rogue (Épisode 7)
- Yasmin Finney (VFB : Ludivine Deworst) : Rose Noble (Épisode 8)
- Jodie Whittaker (VFB : Marcha Van Boven) : Treizième Docteur (Épisode 8)

### Invités spéciaux
- Nicola Coughlan : Joy Almondo (Spécial Noël)
- Joel Fry : Trev Simpkins (Spécial Noël)
- Linus Roache (VFB : Didier Colfs) : Reginald Pye (Épisode 2)
- Alan Cumming (VFB : Fabian Finkels) : Mr. Ring-a-Ding (Épisode 2)
- Rose Ayling-Ellis MBE (VFB : Julia Kaye) : Aliss Pabba Fenly (Épisode 3)
- Lachele Carl (VFB : Valérie Lemaître) : Trinity Wells (Épisode 4)
- Miriam-Teak Lee (VFB : Berthe Tanwo) : Cora St Bavier (Épisode 6)
- Rylan Clark (VFB : Mattéo Marchese) : Lui-même[12] (Épisode 6)
- Graham Norton (VFB : Pedro Romero) : Lui-même[13] (Épisode 6)
- Freddie Fox[14] (VFB : Pierre Le Bec) : Kid (Épisode 6)
- Julie Dray (VFB : Nathalie Hugo) : Sabine (Épisode 6)
- Billie Piper (VFB : Géraldine Frippiat) : Inconnue (Épisode 8)

### Acteurs secondaires
- Jonathan Aris : Melnak, le Silurien manageur de l'Hotel (Spécial Noël)
- Julia Watson : Hilda Flockhart (Spécial Noël)
- Peter Benedict : Basil Flockhart (Spécial Noël)
- Niamh Marie Smith : Sylvia Trench (Spécial Noël)
- Phil Baxter : Edmund Hillary (Spécial Noël)
- Samuel Sherpa-Moore : Tenzing Norgay (Spécial Noël)
- Ruchi Rai : Réceptionniste (Spécial Noël)
- Joshua Leese : M. Célibataire (Spécial Noël)
- Ell Potter : Serveur (Spécial Noël)
- Liam Prince-Donnelly : Barman (Spécial Noël)
- Fiona Marr : Angela Grace (Spécial Noël)
- Jonny Green (VFB : Gauthier De Fauconval) : Alan Budd / Générateur AI (Épisode 1)
- Max Parker (VFB : Pierre Le Bec) : Manny (Épisode 1)
- Evelyn Miller (VFB : Anaïs Stinglhamber) : Sasha 55 (Épisode 1)
- Thalia Dudek : Kirby Blake (Épisode 1)
- Jeffin Kunjumon : Stefan Haines (Épisode 1)
- Belinda Owusu : La Réceptionniste (Épisode 1)
- Tom Storey : Tombo (Épisode 1)
- Caleb Hughes : Scoley[15] (Épisode 1)
- Nadine Higgin : Shago (Épisode 1)
- William Ellis : Premier Ministre de Missbelindachandra 1 (Épisode 1)
- Cassius Hackforth (VFB : Jérémie Petrus) : Tommy Lee (Épisode 2)
- Millie O'Connell (VFB : Béatrice Wegnez) : Sally Soleil (Épisode 2)
- Lewis Cornay (VFB : Esteban Delsaut) : Logan Cheever (Épisode 2)
- Lucy Thackeray : Renée Lowenstein (Épisode 2)
- Jane Hancock : Helen Pye (Épisode 2)
- William Meredith : Policier (Épisode 2)
- Samir Arrian (VFB : Corentin Bürki) : Hassan Chowdry (Épisode 2)
- Bronte Barbe (VFB : Maud Van Wind) : Lizzie Abel (Épisode 2)
- Steph Lacey (VFB : Camille Deleu) : Robyn Gossage (Épisode 2)
- Caoilfhionn Dunne (VFB : Patrizia Berti) : Shaya Costallion (Épisode 3)
- Christopher Chung (VFB : Denis Monnier) : Cassio Palin-Paleen[16] (Épisode 3)
- Bethany Antonia (VFB : Estelle Strypstein) : Mo Gilliben (Épisode 3)
- Annabel Brook (VFB : Naïma Ostrowski) : Hanno Yeft (Épisode 3)
- Gaz Choudhry (VFB : Stefano Paganini) : Kai Sabba (Épisode 3)
- Luke Rhodri : Callo Rence (Épisode 3)
- Gary Pillai : Albie Bethick (Épisode 3)
- Frankie Lipman : Sal Van Hyten (Épisode 3)
- Jermaine Dominique : Ulric Dazen (Épisode 3)
- Amy Tyger : Val Vivo (Épisode 3)
- Faye McKeever : Louise Miller (Épisode 4)
- Benjamin Chivers : Conrad jeune (Épisode 4)
- Kirsty Hoiles : Moira Clark (Épisode 4)
- Gethin Alderman : Le Shreek (Épisode 4)
- Kareem Alexander : Jordan Lang (Épisode 4)
- Madison Stock (VFB : Aaricia Dubois) : Elsa (Épisode 4)
- Paddy Stafford : Sparky (Épisode 4)
- Blake Anderson : Jack (Épisode 4)
- Aoife Gaston : Michelle (Épisode 4)
- Paul Jerricho : Alfie (Épisode 4)
- Michael Woodford : Derek (Épisode 4)
- Tina Gray : Audrey (Épisode 4)
- Reeta Chakrabarti : Elle-même (Épisode 4)
- Joel Dommett : Lui-même (Épisode 4)
- Alex Jones : Elle-même (Épisode 4)
- Selorm Adonu : Influenceur 1 (Épisode 4)
- Calypso Cragg : Influenceur 2 (Épisode 4)
- James Craven : Influenceur 3 (Épisode 4)
- Sule Rimi (VFB : Jean-Michek Vovk) : Omo Esosa (Épisode 5)
- Ariyon Bakare (VFB : Claudio Dos Santos) : Le Barbier (Épisode 5)
- Stefan Adegbola (VFB : Marc Zinga) : Rashid Abubakar (Épisode 5)
- Jordan Adene (VFB : Jimony Ekila) : Tunde Adebayo (Épisode 5)
- Michael Balogun (VFB : Othmane Moumen) : Obioma Okoli (Épisode 5)
- Michelle Asante (VFB : Babetida Sadjo) : Abena, fille d'Anansi (Épisode 5)
- Simon Bailey : Paramédicale (Épisode 5)
- Adrian Pang : Consultant[17] (Épisode 5)
- Tessa Bell-Briggs : Patiente (Épisode 5)
- Inua Ellams : Marchand (Épisode 5)
- Funmi James : Agente de sécurité (Épisode 5)
- Imogen Kingsley Smith : Participante (Épisode 6)
- Kiruna Stamell (VFB : Colette Sodoyez) : Nina Maxwell (Épisode 6)
- Iona Anderson (VFB : Laure Nicodeme) : Wynn Aura-Kin (Épisode 6)
- Charlie Condou (VFB : Michel Collige) : Gary Gabbastone (Épisode 6)
- Kadiff Kirwan (VFB : Frédéric Haugness) : Mike Gabbastone (Épisode 6)
- Akemnji Ndifornyen (VFB : Emmanuel Dell'Erba) : Len Kazah (Épisode 6)
- Christina Rotondo : Liz Lizardine (Épisode 6)
- Abdul Seesay (VFB : Michael Parys) : Jeddy Kine (Épisode 6)
- Atilla Akinci (VFB : Michael Parys) : Otto Zufall (Épisode 7)
- Leni Adams (VFB : Naïma Ostrowski) : Violett Zufall (Épisode 7)
- Josephine Lloyd-Welcome : Devika Babu (Épisode 7)
- Hermon Berhane : Val Balham (Épisode 7)
- Joshua J. Parker : Brian Dale (Épisode 7)
- Voix d'Oméga (VFB : Michel Collige) : Stephen Thorne (Épisode 7) (extrait audio Big Finish - Gallifrey: Intervention Earth) / Nicholas Briggs (Épisode 8)
- Nila Aalia (VFB : Valérie Lemaître) : Lakshmi Chandra (Épisodes 7 et 8)
- Sam Lawton (VFB : Amélie Saye) : Winnie Petheridge (Épisodes 7 et 8)

## Production
La production de la saison a commencé fin août 2023 avec un début de tournage le 23 octobre 2023 et a continué courant novembre pour le Spécial Noël JOY-eux Noël pour reprendre en décembre 2023 pour le reste de la Saison 2.
Il a été indiqué que Peter Hoar, qui a réalisé La Retraite du Démon (Saison 6 Épisode 7), et Alex Sanjiv Pillai réaliseront des épisodes de cette saison. Amanda Brotchie s'occupera de la réalisation d'un autre bloc également.
Il a été révélé dans le Doctor Who Magazine #596 qu'Alex Sanjiv Pillai réalisera le Block 1 qui sera l'épisode Spécial Noël de la saison, et Peter Hoar le Block 2 de la saison, concernant les épisodes 1 et 4. On sait également qu'il y aura 5 Block différents au cours de cette saison.
Le 14 décembre 2023, Ben A. Williams a révélé via un post sur les réseaux, qu'il sera chargé de la réalisation d'un épisode. Le 15 janvier 2024, il est montré sur son CV qu'il s'est occupé de la réalisation de l'épisode 6.
La réalisatrice Amanda Brotchie s'occupera des épisodes 2 et 3, correspondant au Block 3.
Au cours de la fin du mois de janvier 2024, de nombreuses images de tournages, qui ont fuité sur les réseaux, montraient Ncuti Gatwa, le Quinzième Docteur, avec à ses côtés, l'actrice Varada Sethu qui interpréterait le nouveau compagnon du Docteur au cours de cette 2e Saison. Les images révèlent un décor de type années 50 qui se déroulerait à Vegas. Cet épisode sera réalisé par Amanda Brotchie, correspondant à l'épisode 2 ou 3 de la Saison.
Le 14 mai 2024, il a été révélé que Steven Moffat a écrit l'épisode de Noël 2024 qui se nomme JOY-eux Noël ce qui se révèle être son 50e scénario pour la série et peut-être son dernier,. Le tournage de la Saison 2 s'est terminé le 25 mai 2024.
Le 11 décembre 2024, le compositeur Sam Dinley, a posté une photo qui nous apprend que l'enregistrement des musiques de la Saison 2, avec le BBC National Orchestra of Wales et Murray Gold débutait.
Le 5 février 2025, des reshoots pour la fin de la saison ont été aperçus à Penarth et ce, pour le temps d'une semaine.

### Réalisation[23],[24]
| Block | Épisode                                              | Réalisé par        | Écrit par                               | Produit par     |
| ----- | ---------------------------------------------------- | ------------------ | --------------------------------------- | --------------- |
| 1     | JOY-eux Noël (Spécial Noël 2024)                     | Alex Sanjiv Pillai | Steven Moffat                           | Alison Sterling |
| 2     | La Révolution des Robots (Épisode 1)                 | Peter Hoar         | Russell T Davies                        | Vicki Delow     |
| 2     | Jour de chance (Épisode 4)                           | Peter Hoar         | Pete McTighe                            | Vicki Delow     |
| 3     | Lux (Épisode 2)                                      | Amanda Brotchie    | Russell T Davies                        | Chris May       |
| 3     | Le Puits (Épisode 3)                                 | Amanda Brotchie    | Sharma Angel-Walfall & Russell T Davies | Chris May       |
| 4     | Le Moteur à Histoires (Épisode 5)                    | Makalla McPherson  | Inua Ellams                             | Vicki Delow     |
| 4     | Le Concours Interstellaire de la Chanson (Épisode 6) | Ben A. Williams    | Juno Dawson                             | Vicki Delow     |
| 5     | Le Monde du souhait (Épisode 7)                      | Alex Sanjiv Pillai | Russell T Davies                        | Chris May       |
| 5     | La Guerre de la réalité (Épisode 8)                  | Alex Sanjiv Pillai | Russell T Davies                        | Chris May       |

## Diffusion
La saison 2 commencera sa diffusion avec un épisode spécial à Noël 2024 et une diffusion complète de la saison en 2025 sur BBC One et une diffusion à l'international sur Disney+ en simultané.
Le 13 juillet 2024, Disney a subi une cyberattaque provoquant le vol de plus de 1 To de data. Parmi ce « leak », il y a eu des informations sur la saison 2 de Doctor Who et surtout les dates de diffusion aux États-Unis qui seraient comprises entre le 28 mars 2025 et le 16 mai 2025. L'épisode spécial JOY-eux Noël est de nouveau confirmé comme étant diffusé le 25 décembre 2024. Même si les dates de diffusion de la saison 2 ne sont pas encore officielles et restent très incertaines, Russell T Davies a annoncé que la saison arrivait plus tôt qu'on le pense.
Le 5 février 2025, Inua Ellams, scénariste de l'épisode 5, a révélé que la saison serait diffusée pendant les mois d'avril et de mai.
Le 22 février 2025, une publicité de BBC iPlayer pour la saison 2, révèle que la diffusion officielle serait diffusée à partir du 12 avril 2025,. Ce n'est que le 26 février 2025, que la date de diffusion officielle est annoncée via les réseaux sociaux par la BBC et Disney+.
Contrairement à la saison précédente, les épisodes ne seront plus diffusés à minuit heure anglaise sur BBC iPlayer et 1h du matin heure française sur Disney+, mais basculerait à 8h du matin heure anglaise sur BBC iPlayer et, donc, 9h du matin heure française sur Disney+. BBC One continuera d'avoir une diffusion de chaque épisode, chaque semaine.
Le 22 mars 2025, les titres des épisodes de la saison sont officiellement révélés par les comptes Instagram et Twitter de Doctor Who, ainsi que sur le site officiel de la série.

### Résumé des épisodes
| N° Hist. | N° Ep.  | Titre                                    | Réalisé par        | Écrit par                               | Diffusion originale | Diffusion française (Sur Disney+) | Audience |
| Spécial | Spécial | Spécial                                  | Spécial            | Spécial                                 | Spécial             | Spécial                           | Spécial  |
| --- | ------- | ---------------------------------------- | ------------------ | --------------------------------------- | ------------------- | --------------------------------- | -------- |
| 312 | —       | JOY-eux Noël                             | Alex Sanjiv Pillai | Steven Moffat                           | 25 décembre 2024    | 25 décembre 2024                  | 5.91     |
| Le Docteur arrive à l'Hôtel du Temps, un établissement qui permet des visites à des points historiques. Le Docteur demande l'aide de Trev, un employé de l'hôtel, pour enquêter sur une mystérieuse mallette. Le manager silurien de Trev arrive dans la chambre d'hôtel de Joy Almondo avec la mallette et le Docteur le suit. La mallette prend le contrôle de Joy, mais le Docteur trouve un étrange appareil à l'intérieur sur le point de désintégrer Joy, lorsqu'un Docteur du futur arrive d l'Hôtel du Temps avec le code requis. Le futur Docteur retourne à l'Hôtel du Temps avec Joy, bloquant le Docteur actuel. Il accepte un emploi à l'hôtel Sandringham, se lie d'amitié avec la gérante Anita, en attendant l'occasion de retourner à l'Hôtel du Temps, ce qu'il fait un an plus tard. Il ouvre une porte vers un passé lointain, où il libère Joy en provoquant sa colère. La mallette, d'origine Villengard, doit servir à créer une source d'énergie. Trev, qui s'est connecté psychiquement au système de Villengard avant sa mort, révèle l'emplacement de la mallette. Le Docteur parvient à l'ouvrir, mais Joy laisse la graine d'étoile entrer en elle. Joy la pilote dans l'espace, où elle explose en toute sécurité sous le nom d'étoile de Bethléem, et l'étoile donne espoir et réconfort à ceux qui la voient. |         |                                          |                    |                                         |                     |                                   |          |
| Saison |         |                                          |                    |                                         |                     |                                   |          |
| 313 | 1       | La Révolution des Robots                 | Peter Hoar         | Russell T Davies                        | 12 avril 2025       | 12 avril 2025                     | 3.57     |
| Les robots ont enlevé l'infirmière Belinda Chandra, dont l'ex-petit ami, Alan Budd, a nommé l'étoile de leur système d'après elle. Pris dans une fracture temporelle alors qu'il les poursuit, le Docteur arrive six mois plus tôt, constatant que les robots ont asservi les indigènes et rejoint un groupe rebelle, sauvant Belinda avant que les robots ne puissent la faire fusionner avec le Générateur AI. Belinda se rend pour protéger les rebelles, découvrant que le Générateur AI par lequel les robots sont contrôlés est en réalité Alan, qui a également été capturé. Cependant, la fracture temporelle a amené les robots à ramener Alan sur Mllebelindachandra 1 10 ans plus tôt, provoquant la révolution en premier lieu. Alan a une future copie du certificat d'étoile de Belinda, qui a été inexplicablement renvoyé 5000 ans et a formé la base de la société de la planète. Belinda touche la copie actuelle avec la future copie déclenchant une réaction, tuant Alan et restaurant les robots à la normale, libérant ainsi les indigènes. Le Docteur explique qu'il existe un lien entre eux deux depuis sa rencontre avec sa "descendante" au 51e siècle, mais Belinda éxige d'être ramené chez elle. Le Docteur accepte de ramener Belinda sur Terre, mais le TARDIS se retrouve repoussé de leur date de départ le 24 mai 2025. |         |                                          |                    |                                         |                     |                                   |          |
| 314 | 2       | Lux                                      | Amanda Brotchie    | Russell T Davies                        | 19 avril 2025       | 19 avril 2025                     | 3.05     |
| Le Docteur tente de ramener Belinda à la maison en utilisant un itinéraire indirect et un appareil qu'il appelle "Indicateur Vortex". Le duo atterrit à Miami en 1952, en pleine ségrégation, où ils apprennent que 15 personnes ont disparues dans un cinéma, les poussant à investiguer. À l'intérieur du cinéma abandonné, ils découvrent qu'un dessin animé vivant est le responsable. Ayant pris la forme d'un personnage de bobine de dessin animé des années 1950 appelé M. Ring-a-Ding, l'être se présente comme Lux Imperator, Dieu de la lumière et un autre membre du Panthéon de la Discorde. Lux piège le Docteur et Belinda dans une bobine de film, les soumettant à de fausses réalités cinématographiques alors qu'ils essaient de s'échapper, y compris une où ils sont tenus sous la menace d'une arme par un officier de police raciste et une autre scène métafictionnelle où ils semblent être arrivés dans le "monde réel" et rencontrent de fans de la série télévisée Doctor Who. Bien qu'ils soient créés par Lux, les fans sont profondément attachés au Docteur et l'aident lui et Belinda à s'échapper. Lux essaie ensuite de voler l'énergie régénératrice du Docteur pour se créer un corps qui peut résister au monde à l'extérieur du cinéma, mais son plan est déjoué lorsque Belinda, avec l'aide de Reginald Pye, incendie des dizaines de bobines de films, provoquant une explosion qui laisse la lumière du Soleil se déverser dans le cinéma. Exposé à cette lumière, Lux se dilate infiniment jusqu'à ce qu'il ne devienne qu'un avec l'univers. Avec Lux vaincu, les 15 victimes reviennent indemnes. Au moment du départ, Mrs Flood se mêle à une conversation et montre à 3 personnes le TARDIS qui se dématérialise tout en expliquant que tout prendra fin le 24 mai. |         |                                          |                    |                                         |                     |                                   |          |
| 315 | 3       | Le Puits                                 | Amanda Brotchie    | Sharma Angel-Walfall & Russell T Davies | 26 avril 2025       | 26 avril 2025                     | 3.24     |
| Le Docteur et Belinda, après avoir quitté Miami, arrivent en plein pendant une mission de sauvetage 500 000 ans dans le futur. L'équipe est envoyé dans une base minière et tombe sur une cuisinière sourde nommée Aliss qui semble être la seule survivante. Le Docteur et 2 soldats découvrent qu'une créature est sortie du puits, sur la planète anciennement appelée Minuit que le Dixième Docteur a déjà visité et reconnait donc l'entité. Il est révélé que l'entité se cache derrière Aliss, et que quiconque se déplace derrière elle se retrouve tué. Une lutte de pouvoir entre les soldats fait tuer de nombreux membres de l'équipage par l'entité, jusqu'à ce que la capitaine, Shaya, récupère le contrôle. Aliss est libéré lorsque le Docteur force le monstre à voir son reflet, tout le monde fuit mais l'entité se déplace et réussit à se cacher derrière Belinda avant que le groupe parte de la base. Shaya oblige l'entité à s'accrocher à elle en tirant sur Belinda puis plonge dans le puits, permettant aux autres de s'échapper. Cependant, à bord de leur vaisseau, il semble que la créature ait survécu derrière une soldate. |         |                                          |                    |                                         |                     |                                   |          |
| 316 | 4       | Jour de chance                           | Peter Hoar         | Pete McTighe                            | 3 mai 2025          | 3 mai 2025                        | 2.80     |
| Le jour de l'an 2007, Conrad Clark rencontre le Docteur et Belinda, le rendant obsédé des aliens et OVNI. En 2024, Conrad assiste à une confrontation entre le Docteur, Ruby et un Shreek. Un an plus tard, ayant beaucoup de mal à se reconnecter avec le monde réel, Ruby parle de ses expériences avec le Docteur dans le podcast de Conrad, puis ils finissent par se rapprocher. Ruby suspecte que le Shreek soit après Conrad de nouveau et contacte UNIT qui a capturé la créature la veille, mais cela se révèle être un prank élaboré par Conrad pour discréditer publiquement UNIT qui risque à tout moment d'être fermé. Conrad s'infiltre dans la tour de UNIT où Kate libère le Shreek sur Conrad qui filme en direct ses aveux où il dit mentir, sauvant UNIT. Dévasté, Ruby décide de prendre du temps pour elle afin de se remettre sur pied. Une version plus récente du Docteur ramène Conrad dans le TARDIS pour le mépriser sur ses actions. Conrad demande au Docteur s'il a rencontré Belinda ou pas encore. Après être renvoyé dans sa cellule, Conrad est libéré par Mrs Flood. |         |                                          |                    |                                         |                     |                                   |          |
| 317 | 5       | Le Moteur à Histoires                    | Makalla McPherson  | Inua Ellams                             | 10 mai 2025         | 10 mai 2025                       | 2.70     |
| Le Docteur et Belinda arrive en 2019 à Lagos pour booster le vindicateur. Le Docteur fait une halte chez un ami, dans le barber shop d'Omo, pour se ressourcer dans un lieu où il se sent accepté par tout le monde. Il découvre alors quelqu'un se nommant le Barbier, avec l'aide d'une certaine Abby, qui le piège dans le salon dans le but de lui demander de raconter ses histoires. Belinda arrive après que le TARDIS l'ait alerté. Ils apprennent que le Barbier est en réalité celui qui a répandu les histoires des dieux à travers l'histoire de l'humanité, ces mêmes dieux qui l'ont renié et banni de leur dimension appelée « Le Nexus ». Emprunt de vengeance, le barbier construit cette machine à histoires, un outil permettant de tuer les dieux en se nourrissant d'histoires et prenant le dessus sur le salon d'Omo. Le Docteur se souvient, lors de son incarnation Fugitive, d'avoir connu Abby qui est en réalité la fille d'Anansi et s'appelle en réalité Abena. En comprenant les intentions du Barbier, Abena se décide à tresser les cheveux du Docteur de manière à constituer un plan les menant au centre de la source d'énergie du moteur, puis à un échappatoire. Le Docteur donne une overdose d'énergie grâce à ses histoires, battant le Barbier et lui permettant de se racheter. Omo prend sa retraite et donne la relève de son salon au Barbier alors que le Docteur et Belinda repartent dans le TARDIS vivre de nouvelles histoires. |         |                                          |                    |                                         |                     |                                   |          |
| 318 | 6       | Le Concours Interstellaire de la Chanson | Ben A. Williams    | Juno Dawson                             | 17 mai 2025         | 17 mai 2025                       | 3.75     |
| En 2925, le Docteur et Belinda assistent au Concours Interstellaire de la Chanson, une version évoluée et dans l'espace de l'Eurovision, alors que deux terroristes de la planète Hellia suppriment le bouclier d'oxygène de la station, propulsant le Docteur et 100 000 spectateurs dans le vide spatial, où ils commencent à congeler. Cependant, avant qu'il ne meurt, le Docteur est réveillé par un message psychique de sa petite-fille Susan Foreman et retourne sur la station spatiale où il stoppe l'horrible plan des Hellians de diffuser une onde delta sur le point de tuer 3 billions de téléspectateurs à travers l'univers. Les spectateurs sont sauvés et réanimés par le Docteur et le staff de la station grâce à la capsule cryogénique de Rylan Clark. Juste avant de partir pour ramener Belinda chez elle, le Docteur et Belinda sont informés par un hologramme de Graham Norton que la Terre s'est éteinte le 24 mai 2025, le jour de départ de Belinda. Le TARDIS réussit enfin à se rendre à la date fatidique, mais les portes explosent. De retour sur la station, Mrs Flood est la dernière à être réanimée par la capsule cryogénique. Mais son double tronc cérébral étant resté congelé trop longtemps, Mrs Flood subit une bi-génération, révélant une nouvelle version de sa véritable identité, la Rani, beaucoup plus autoritaire. Les deux Ranis partent, dans le but de s'en prendre au Docteur. |         |                                          |                    |                                         |                     |                                   |          |
| 319a | 7       | Le Monde du souhait                      | Alex Sanjiv Pillai | Russell T Davies                        | 24 mai 2025         | 24 mai 2025                       | 2.86     |
| Le 23 mai 2025, le Docteur et Belinda se réveillent dans leur maison, croyant être un couple marié. Après le petit-déjeuner avec leur « fille » Poppy, ils reçoivent la visite de Ruby Sunday, qui exprime ses doutes dans leur soi-disant monde parfait. Le Docteur et Belinda commencent à avoir des doutes sur la réalité autour d'eux après cette visite. Plus tard, le Docteur reçoit un message de Rogue, lui disant qu'il est piégé dans une fausse réalité. Après que le Docteur réalise que la réalité est fausse, lui et Belinda sont amenés au Palais d'Os par Mrs Flood. Le Docteur apprend que le monde a été changé par Conrad Clark pour être sa vision parfaite, utilisant le pouvoir de Desiderium, le Dieu des Souhaits, et du Vindicateur. La Rani révèle que les doutes du Docteur et de l'humanité sont utilisés pour briser la réalité, dans le but de délivrer Omega, créateur des Seigneurs du Temps, du Sous-Univers. Se souvenant de tout, le Docteur essaye de stopper la Rani mais il est bloqué à l'extérieur du Palais d'Os et le balcon qui s'écroule sous ses pieds, avec Belinda toujours prisonnière à l'intérieur. La Rani et Mrs Flood se préparent à libérer Omega alors que la fausse réalité s'écroule autour d'elles. L'horloge atteint minuit et commence le 24 mai 2025 : le jour de la mort de la Terre. |         |                                          |                    |                                         |                     |                                   |          |
| 319b | 8       | La Guerre de la réalité                  | Alex Sanjiv Pillai | Russell T Davies                        | 31 mai 2025         | 31 mai 2025                       | 3.44     |
| Le Docteur est sauvé par Anita Benn qui le ramène dans l'Hotel du Temps alors que le 23 mai 2025 recommence. Avec l'aide d'Anita, le Docteur ravive la mémoire de Belinda et de UNIT avant que la Rani arrive pour expliquer que les Seigneurs du Temps, qui ont survécu à la Guerre du Temps, sont stériles. Elle a pour but d'utiliser Omega comme une banque ADN pour faire renaître les Seigneurs du Temps et Gallifrey. Le Docteur fait face à la Rani alors qu'Omega est libéré mais se manifeste dans une forme massive en décomposition qui dévore la Rani issue de la bi-génération. Mrs Flood s'enfuit et le Docteur utilise le Vindicateur pour repousser Omega dans le Sous-Univers. Ruby utilise le pouvoir de Desiderium pour donner à Conrad une nouvelle vie heureuse et pour restaurer la réalité mais effaçant Poppy, pendant que Desiderium est adopté par Carla Sunday. Malgré l'intervention du Treizième Docteur, qui a été extirpé de sa ligne temporelle, pour le stopper, le Docteur utilise le pouvoir de la régénération, sacrifiant une vie, pour recalibrer la réalité et faire de Poppy la fille de Belinda. Après avoir dit adieu à Belinda et Poppy, le Quinzième Docteur se régénère, en compagnie de l'étoile Joy, avec le visage de Rose Tyler. |         |                                          |                    |                                         |                     |                                   |          |

### Liste des épisodes

#### Spécial Noël:JOY-eux Noël
- Royaume-Uni : 25 décembre 2024 sur BBC One
- France : 25 décembre 2024 sur Disney+

- Audiences lendemain de diffusion : 4,11 millions[46]
- Audience consolidées +7 jours : 5,91 millions[36]

Joel Fry
Nicola Coughlan

#### Épisode 1:La Révolution des Robots
- Royaume-Uni : 12 avril 2025 sur BBC One
- France : 12 avril 2025 sur Disney+

- Audiences lendemain de diffusion : 2 millions[48]
- Audience consolidées +7 jours : 3,57 millions[37]

#### Épisode 2:Lux
- Royaume-Uni : 19 avril 2025 sur BBC One
- France : 19 avril 2025 sur Disney+

- Audiences lendemain de diffusion : 1,58 millions[50]
- Audience consolidées +7 jours : 3,05 millions[38]

Alan Cumming

#### Épisode 3:Le Puits
- Royaume-Uni : 26 avril 2025 sur BBC One
- France : 26 avril 2025 sur Disney+

- Audiences lendemain de diffusion : 1,90 millions[52]
- Audience consolidées +7 jours : 3,24 millions[39]

Rose Ayling-Ellis MBE

#### Épisode 4:Jour de chance
- Royaume-Uni : 3 mai 2025 sur BBC One
- France : 3 mai 2025 sur Disney+

- Audiences lendemain de diffusion : 1,5 million[54]
- Audience consolidées +7 jours : 2,8 million[40]

Jonah Hauer-King

#### Épisode 5:Le Moteur à Histoires
- Royaume-Uni : 10 mai 2025 sur BBC One
- France : 10 mai 2025 sur Disney+

- Audiences lendemain de diffusion : 1,59 millions[56]
- Audience consolidées +7 jours : 2,70 millions[41]

Jo Martin

#### Épisode 6:Le Concours Interstellaire de la Chanson
- Royaume-Uni : 17 mai 2025 sur BBC One
- France : 17 mai 2025 sur Disney+

- Audiences lendemain de diffusion : 2,60 millions[58]
- Audience consolidées +7 jours : 3,75 millions[42]

Rylan Clark
Graham Norton
Carole Ann Ford
Freddie Fox

#### Épisode 7:Le Monde du souhait
- Royaume-Uni : 24 mai 2025 sur BBC One
- France : 24 mai 2025 sur Disney+

- Audiences lendemain de diffusion : 1,8 million[61]
- Audience consolidées +7 jours : 2,86 millions[43]

Jonathan Groff

#### Épisode 8:La Guerre de la réalité
- Royaume-Uni : 31 mai 2025 sur BBC One
- France : 31 mai 2025 sur Disney+

- Audiences lendemain de diffusion : 2,20 millions[63]
- Audience consolidées +7 jours : 3,44 millions[44]

Jodie Whittaker
Billie Piper

### Audiences
| N°      | Titre original                | Titre français                           | Dates de diffusion | Audiences (en millions) | Audiences (en millions) | Audiences (en millions) |
| N°      | Titre original                | Titre français                           | Dates de diffusion | Lendemain               | Consolidées             | Total                   |
| Spécial | Spécial                       | Spécial                                  | Spécial            | Spécial                 | Spécial                 | Spécial                 |
| ------- | ----------------------------- | ---------------------------------------- | ------------------ | ----------------------- | ----------------------- | ----------------------- |
| 0       | Joy to the World              | JOY-eux Noël                             | 25 décembre 2024   | 4.11                    | 1.8                     | 5.91                    |
| Saison  |                               |                                          |                    |                         |                         |                         |
| 1       | The Robot Revolution          | La Révolution des Robots                 | 12 avril 2025      | 2.0                     | 1.57                    | 3.57                    |
| 2       | Lux                           | Lux                                      | 19 avril 2025      | 1.57                    | 1.48                    | 3.05                    |
| 3       | The Well                      | Le Puits                                 | 26 avril 2025      | 1.90                    | 1.34                    | 3.24                    |
| 4       | Lucky Day                     | Jour de chance                           | 3 mai 2025         | 1.50                    | 1.30                    | 2.80                    |
| 5       | The Story & the Engine        | Le Moteur à Histoires                    | 10 mai 2025        | 1.59                    | 1.11                    | 2.70                    |
| 6       | The Interstellar Song Contest | Le Concours Interstellaire de la Chanson | 17 mai 2025        | 2.60                    | 1.15                    | 3.75                    |
| 7       | Wish World                    | Le Monde du souhait                      | 24 mai 2025        | 1.80                    | 1.06                    | 2.86                    |
| 8       | The Reality War               | La Guerre de la réalité                  | 31 mai 2025        | 2.20                    | 1.24                    | 3.44                    |

### Doctor Who: Unleashed
Depuis le Children In Need Destination: Skaro, chaque nouvel épisode de Doctor Who est accompagnée d'un épisode dit "Unleashed", une émission complémentaire en coulisses sur BBC Three. Adoptant un format similaire à Doctor Who: Confidential, Unleashed suit chaque nouvel épisode de la série avec un épisode de 30 minutes sur BBC Three, animé par l'ancien présentateur de Newsbeat, Steffan Powell. Les épisodes sont publiés une heure après la publication de l'épisode, sur la chaîne YouTube de Doctor Who depuis la Saison 2.